# 포괄적 핵실험 금지 조약
| 발효 요건 서명 비준 발효 요건 서명 발효 요건 비서명 | 비발효 요건 서명 비준 비발효 요건 서명 비발효 요건 미서명 |

핵무기 확산 현황

CTBT 비준국

포괄적 핵실험 금지 조약(包括的 核實驗 禁止 條約, 영어: Comprehensive Nuclear Test Ban Treaty, CTBT)은 모든 핵실험을 금지해 새로운 핵무기 개발과 기존 핵무기의 성능 개선을 막기 위해서 마련한 것이다.
1996년 9월 유엔 총회에서 조약안이 채택됐으며 5대 핵강국인 미국, 러시아, 중국, 영국, 프랑스를 포함해 154개국이 서명했다. 유엔의 부속 기관인 포괄적 핵실험 금지조약 기구(CTBTO)가 조약 가입 국가의 시찰과 감시 임무를 수행하고 있다.
조약은 '발전용 또는 실험용 원자료를 보유하고 있는 국가'라고 지명한 전 세계 44개국 모두가 서명하고 비준해야 발효한다. 2004년 44개 중 영국과 프랑스 등 36개국이 비준했다. 5개국은 서명만 하고 비준은 하지 않았으며, 인도, 파키스탄, 조선민주주의인민공화국은 비준은 물론 서명조차 하지 않았다. 대한민국은 서명과 비준을 모두 마쳤다. CTBT에 반대하는 국가들은 핵무기 감축이 선행되지 않을 경우 핵보유국의 기득권만 보장한다며 조약을 비판하고 있다.

## 개요
이 조약은 모든 공간(우주 공간, 대기권, 수중, 지하)의 핵실험 실시, 핵폭발을 금지하고 있다. 이것은 부분적 핵실험 금지 조약(부분 핵실험 금지 조약)에서 금지하고 있지 않은 지하 핵실험도 금지 대상으로 한다.

## 과정
제2차 세계대전 종결 후 핵무기 보유 개발 경쟁이 전개되고, 다양한 핵 실험이 행해졌다. 그러나 핵무기의 위험과 잔인함이 서서히 드러나자, 민중의 반핵 운동이 활발히 전개되고, 1955년 8월 6일에는 처음 《원자수소폭탄 금지세계대회》가 개최되는 등 큰 관심을 불러일으켰다. 이후 세계적으로 핵실험 반대의 움직임을 보이기 시작했다. 1959년 9월, 핵보유국이 주체가 되어 《제네바 군축회의》의 전신인, 《10개국 군축위원회》가 설립되었다.
이 군축위원회의 성과로서 1963년 8월, 미국, 영국, 소련은 《부분적 핵실험 금지 조약》에 서명했다. 그러나 이것은 지하 핵실험 금지를 담은 것은 아니어서, 지하 핵실험은 계속 이루어졌다.

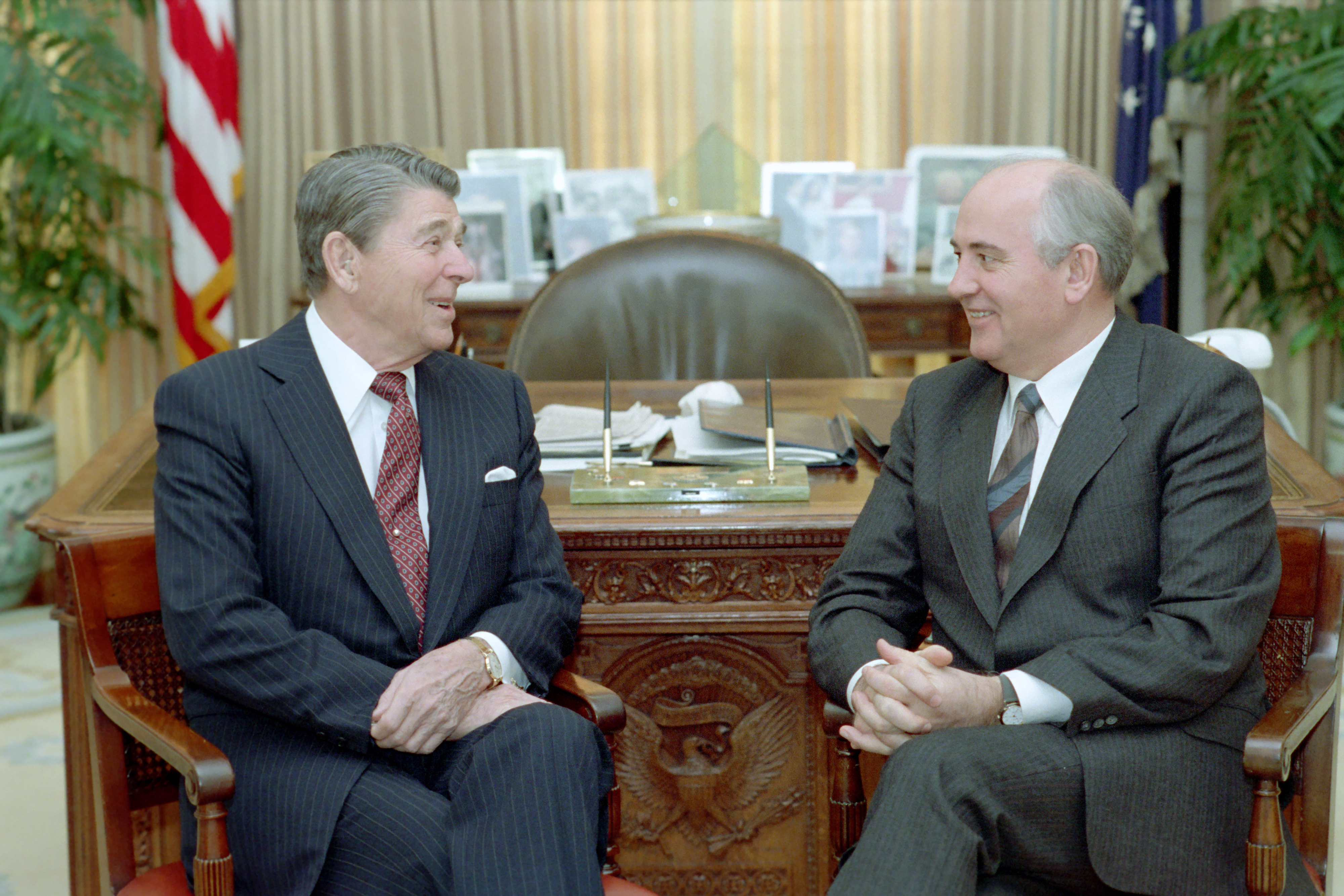
1987년 12월, 레이건과 고르바초프

1985년 소련의 지도자인 미하일 고르바초프는 일방적으로 핵실험의 일시적 중지를 선언했다. 1986년 12월 레이건 대통령은 포괄적 핵실험 금지를 위한 위원회의 결성을 재승인하였다. 1987년 11월, 핵실험 금지를 위한 협상이 시작되었으며 곧이어 12월에는 미소간 지하핵실험감지 연구협약이 맺어졌다.
1994년 1월, 제네바 군축 회의는 지하 핵실험 금지를 포함한 본 계약 협상에 들어갔다. 협상은 장기간 계속되었으나, 인도 등의 반대에 의해 회의에서 채택되지는 못하였다. 그러나 이 조약에 대한 세계적인 지지를 바탕으로, 호주가 중심이 되어 이 조약 초안을 유엔 총회에 제출하고 1996년 9월, 압도적인 다수의 찬성으로 채택되었다.

## 현황
이 조약의 발효는 1996년 6월 시점에서 《제네바 군축회의》의 구성국이자 국제원자력기구의 '세계 에너지 원자로'와 '세계의 연구용 원자로'에 게재되어있는 44개국 모두의 비준이 필요하다. 제 14조에서 규정하고 있지만, 미국(클린턴 행정부는 1996년 9월에 서명했지만, 당시 다수당이었던 공화당이 상원의 비준을 반대하였고, 이후 부시 행정부도 핵 폭발을 수반하지 않는 "임계 핵 폭발"을 실시하여 세계적인 비판을 받았다. 오바마 대통령은 상원의 비준을 권고 표명하고 있다.
이스라엘, 이란, 인도, 이집트, 중화인민공화국, 미국, 조선민주주의인민공화국, 파키스탄 8개국이 비준하지 않았기 때문에 아직 발효되지 않고 있다.
조약 채택 이후 1998년 5월, 인도, 파키스탄이 핵실험을 실시하여, 핵 보유를 선언했다. 또한 조선민주주의인민공화국, 이스라엘, 이란, 미얀마의 핵 보유 의혹 등이 조약 자체를 유명무실화시킬 우려되고 있다. 2023년 11월 2일, 러시아가 CTBT 비준을 철회하였다.

## 임계전 핵실험
임계전 핵실험은 동 조약 채택 이후에도 미국과 러시아에서 반복적으로 이루어지고 있다. 슈퍼컴퓨터 모의 핵실험으로서, 미국은 오바마 정부에서도 4회나 실시했다. 동 조약의 핵실험 정의에 포함되지 않아서, 핵실험 자체가 아니라는 입장이다.

## 같이 보기
- 핵확산방지조약(NPT)
- 부분적 핵실험 금지 조약(PTBT)
- 포괄적 핵실험 금지조약 기구(en:Comprehensive Nuclear-Test-Ban Treaty Organization)
- 포괄적핵실험금지조약기구 준비위원회(영어판)